# Bayadera indica
Bayadera indica – gatunek ważki z rodziny Euphaeidae.